# Reus Imperials
Reus Imperials (español: Imperiales de Reus) es un club deportivo de fútbol americano con sede en Reus  (Tarragona) España.

## Historia
El club fue fundado con el nombre de Tarraco Imperials en 1989 por Josep Lluis Castán Solanellas, exjugador  de Barcelona Broncos y Barcelona Howlers, que se mudó a la provincia de Tarragona desde Barcelona por motivos laborales, trasladando su afición por el fútbol americano a la región. El equipo cambió de nombre al actual al instalarse en Reus en la temporada 1993-94, tras recibir la colaboración del Instituto Municipal de Deportes del ayuntamiento de ese municipio, asumiendo a la vez la creación de la Escuela Municipal de Fútbol Americano de Reus.
Ha competido hasta la temporada 2012-13 en la  Liga Catalana de Fútbol Americano, que ha ganado en ocho ocasiones (1998, 1999, 2006, 2008, 2009, 2011, 2012, 2013).
También compitió en la extinta LNFA 2, que ganó en tres ocasiones (2007, 2008 y 2009).
En la temporada 2014, coincidiendo con el 25 aniversario del club, se incorpora a la Liga Nacional de Fútbol Americano, integrándose en la conferencia Este de la Serie B, ganándola en la siguiente temporada 2015 y logrando el ascenso a la primera división nacional.
En su segundo año en la máxima categoría nacional, consigue alcanzar su primera final, perdiéndola ante Badalona Dracs por 14-56 Archivado el 12 de febrero de 2019 en Wayback Machine..
En 2018, y coincidiendo con el que iba a ser su tercer año en la máxima categoría del Fútbol Americano Nacional, el club emite un comunicado en el que renuncian a participar en esta categoría por "falta de garantías tanto económicas como del roster del equipo", volviendo así a la LCFA.

## Palmarés
| Competición  | Títulos                                        | Subcampeonatos               |
| ------------ | ---------------------------------------------- | ---------------------------- |
| LNFA Serie A |                                                | 2017                         |
| LNFA Serie B | 2015                                           | 2014                         |
| LCFA         | 1998, 1999, 2006, 2008, 2009, 2011, 2012, 2013 | 1997, 2000, 2001, 2004, 2010 |
| LNFA 2       | 2007, 2008, 2009                               |                              |

## Secciones
- Escuela de Fútbol Americano de Reus (equipo Cadete/Junior/Football Flag)
- Animación